# Ugolino de' Rossi
Ugolino de' Rossi (San Secondo Parmense, 1300 circa – Milano, 28 aprile 1377) è stato un vescovo cattolico italiano.

Stemma dei Rossi di Parma

Fu vescovo di Parma per ben 54 anni, nessuno né prima né dopo di lui resse la diocesi parmense così a lungo.

## Biografia
Ugolino de' Rossi, figlio di Guglielmo de' Rossi e di Donella di Pietro da Carrara nacque a San Secondo Parmense alla fine del XIII secolo, probabilmente attorno al 1300.
Intrapresa la carriera ecclesiastica, divenne giovanissimo canonico del Capitolo della Cattedrale di Parma. Il 1 dicembre 1322 venne incaricato dal legato pontificio cardinale Bertrando del Poggetto di assolvere i parmigiani dalle censure che li avevano colpiti poiché, contrariamente a quanto richiesto da parte guelfa, avevano fornito truppe a Galeazzo I Visconti.
La felicità dei parmigiani per la rimozione dell'interdetto fu tale che da quel momento la famiglia Rossi divenne egemone nella gestione del potere in città. Sfruttando la situazione, i Rossi fecero pressioni sul legato pontificio Del Poggetto affinché Ugolino divenisse vescovo di Parma, essendo la sede divenuta vacante per l'assegnazione del precedente vescovo Simone Saltarelli alla diocesi di Pisa. Nonostante la giovanissima età di Ugolino, i Rossi ottennero dal legato che venisse nominato vescovo di Parma, la nomina venne ratificata da Papa Giovanni XXII il 6 giugno del 1323. Nel luglio dello stesso anno il papa scrisse ad Ugolino, che aveva ricevuto solo gli ordini minori, consentendogli di ricevere gli ordini sacri dal vescovo che maggiormente gli sarebbe piaciuto, ciò avvenne ad inizio del 1324 a Piacenza.
Nel 1329 quando Rolando Rossi fu fatto imprigionare a Bologna dal legato pontificio, la città di Parma inviò suo fratello Marsilio de' Rossi da Ludovico il Bavaro, che era in quel momento di stanza a Pavia, per chiedere protezione. Tale azione causò l'interdetto contro i parmigiani da parte di Bertando del Poggetto e quando l'esercito guelfo si accampò il 24 giugno 1329 alle porte di Parma, Ugolino si adoperò per cercare di ottenere un riavvicinamento fra la città e il legato pontificio, riuscendo alla fine ad ottenere la riconciliazione fra le parti.
Nell'ottobre dello stesso anno tuttavia Ludovico il Bavaro, che nel frattempo si era trasferito a Cremona, manifestò interessi sulla città di Parma ed Ugolino fuggì dalla città rinchiudendosi nel castello di Corniglio, sull'Appennino parmense. Ludovico entrò in Parma nel novembre dello stesso anno e, dopo essere stato nominato signore della città, se ne andò lasciando come vicario imperiale Marsiglio Rossi che ormai era schierato con la fazione opposta al fratello Ugolino. Il vescovo tornò in città nel 1333 per rendere omaggio a Giovanni I di Boemia, che aveva il merito di aver convinto il papa a togliere l'interdetto del 1329 su Parma, ma fu costretto a fuggire una seconda volta l'anno successivo, rifugiandosi ad Avignone presso la corte papale, quando Mastino II della Scala prese la città di Parma.
I beni confiscati vennero restituiti nel 1339 quando venne conclusa la pace, ma per il rientro in Parma Ugolino dovette attendere il 1341 quando prese il potere Azzo da Correggio. Tuttavia, quando Ugolino tornò in città trovò i suoi possedimenti completamente devastati, i castelli rovinati, il palazzo di Colorno distrutto. Per ripristinare i danni ingenti al patrimonio del capitolo della cattedrale di Parma, Ugolino chiese al fratello Rolando un prestito di più di 10000 fiorini d'oro.
Ugolino tuttavia non riuscì mai a restituire i soldi prestati per cui la vedova di Rolando, Agnese e il figlio Giacomo de' Rossi, nipote di Ugolino, investirono il papa Innocenzo VI della vertenza, questi nominò un arbitro che condannò il capitolo della cattedrale di Parma a pagare la somma dovuta. Non potendo far fronte alla spesa con somme di danaro, nel 1355 Ugolino cedette ai nipoti Giacomo e Betrando, figli di Agnese e Rolando, alcuni territori del capitolo della cattedrale: Corniglio, Corniana, Roccaferrara, Roccaprebalza.
Le difficoltà finanziarie in cui versava il capitolo non erano tuttavia risolte, le rendite del capitolo non consentivano infatti di far fronte alle spese, per cui Ugolino nel 1365 fu costretto a cedere ai nipoti Giacomo e Bertrando, anche le terre di San Secondo e Pizzo.
Ugolino fu quindi richiamato a Milano dai Visconti, nuovi signori di Parma, che non si fidavano del tutto di lui. Nel 1376 il vescovo investì Rolando de' Rossi, figlio del nipote Giacomo, del feudo di Castrignano, da secoli appartenente alla diocesi di Parma, in segno di riconoscenza per i servigi resi dal padre all'episcopato parmense.
Ugolino fu grande amico ed estimatore del Petrarca. Morì a Milano nel 1377.
I territori ceduti da Ugolino ai nipoti non furono mai più riscattati dal capitolo della cattedrale e nel 1391 il papa Bonifacio IX sancì la sovranità in perpetuo dei nipoti di Ugolino su quei territori.